# Sam Whitelock
Vous lisez un « bon article » labellisé en 2024.
Pour les articles homonymes, voir Whitelock.

a Compétitions nationales et continentales officielles uniquement.

b Matchs officiels uniquement.
Dernière mise à jour le 31 juillet 2024.
Sam Whitelock, né le 12 octobre 1988 à Palmerston North (Nouvelle-Zélande), officier de l'ordre du Mérite de Nouvelle-Zélande, est un joueur international néo-zélandais de rugby à XV évoluant au poste de deuxième ligne.
Doté d'un gabarit imposant (2,03 m pour environ 120 kg), Sam Whitelock dispute la majorité de sa carrière en Nouvelle-Zélande, tout d'abord avec la province de Canterbury, avec qui il remporte trois National Provincial Championship, puis avec la franchise des Crusaders, remportant le Super Rugby, et le Super Rugby Aotearoa, à sept reprises entre 2017 et 2023. En début d'année 2020, il fait toutefois un bref passage au Japon qui est arrêté prématurément par la pandémie de Covid-19.
En 2010, il fait ses débuts avec l'équipe de Nouvelle-Zélande et devient rapidement un élément important puis un titulaire indiscutable jusqu'aux deux titres de champion du monde, remportés consécutivement en 2011 et 2015. Son association en deuxième ligne avec Brodie Retallick est considérée comme l'une des meilleures au monde. Ensemble, ils battent le record d'association en deuxième ligne au niveau international avec plus de soixante-quatre rencontres commencées ensemble. Pendant la Coupe du monde 2023, il dépasse la légende Richie McCaw et devient le joueur le plus capé des All Blacks, ainsi que le joueur comptant le plus de matchs dans l'histoire de la Coupe du monde de rugby à XV. Lors de cette édition, il est également le premier joueur à disputer trois finales de Coupe du monde, perdue cette fois-ci contre l'Afrique du Sud. À l'issue de la finale, il prend sa retraite internationale après 153 sélections et dix-huit capitanats.
Après quinze ans de carrière en Nouvelle-Zélande, Sam Whitelock rejoint la France et le Top 14 au sein de la Section paloise, où évolue son frère cadet Luke depuis 2019, pour une ultime saison à l'issue de laquelle il prend sa retraite sportive.
Ses deux frères ainés, George et Adam, sont également joueurs professionnels de rugby à XV, tandis que leur grand-père maternel Nelson Dalzell fut également international All Black.

## Biographie

### Jeunesse et formation

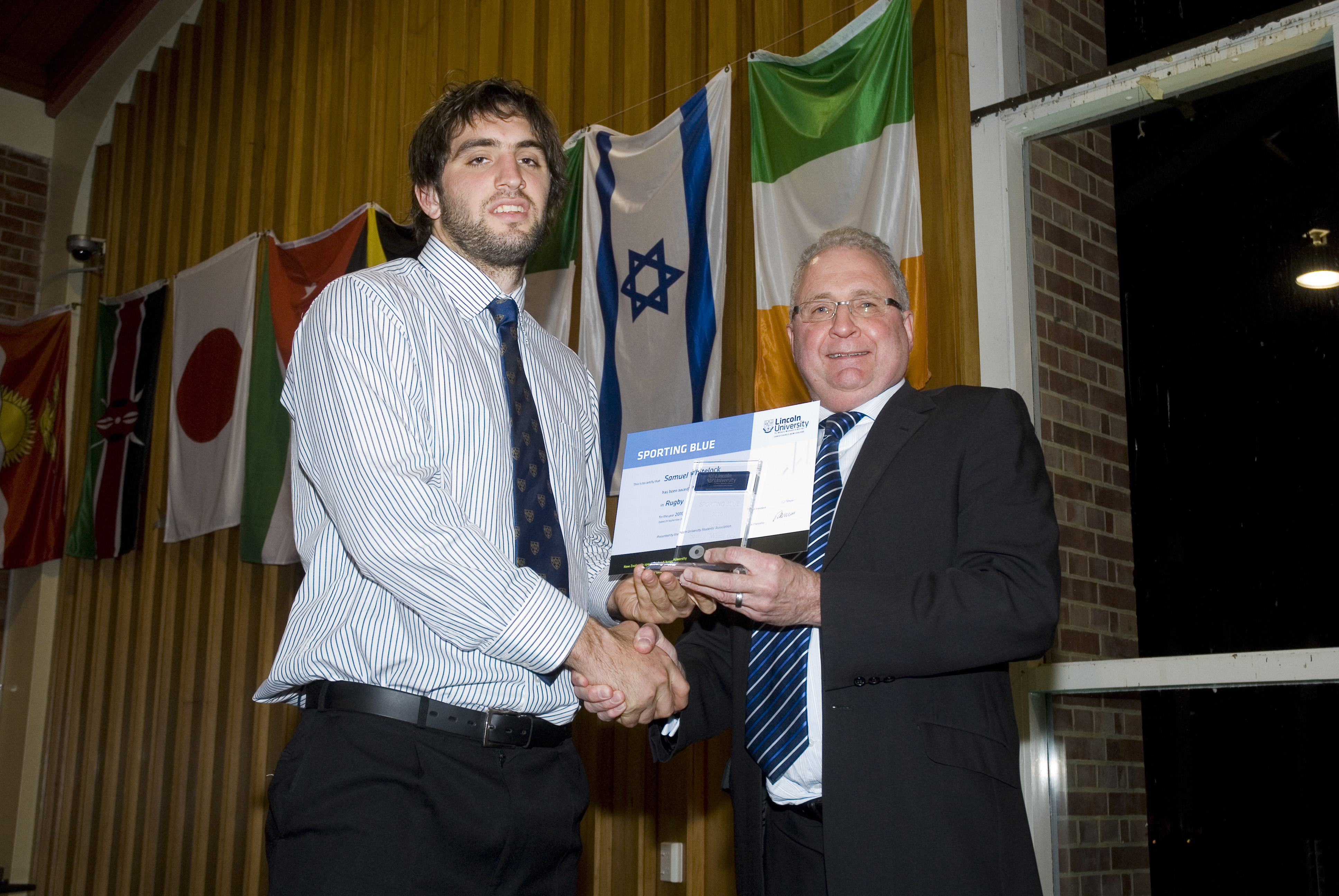
Sam Whitelock se voit remettre le prix du Lincoln University Blue in Rugby en 2010.

Sam Whitelock naît le 12 octobre 1988 à Palmerston North dans la région de Manawatū-Whanganui en Nouvelle-Zélande,. Il est le fils de Braeden et Caroline Whitelock, propriétaires d'une ferme laitière à Linton,.
Dans sa famille, le rugby à XV tient une place importante, son grand-père maternel, Nelson Dalzell, est un ancien fermier mais aussi All Black durant les années 1950, jouant au poste de deuxième ligne,. Son grand-oncle Allan Elsom et son oncle Graeme Higginson (en) sont également All Blacks,. Le père de Sam, Braeden a notamment joué avec les Junior All Blacks (équipe réserve de Nouvelle-Zélande) et pour la province de Manawatu,. De ce fait, Sam et ses trois frères deviennent également des joueurs de rugby à XV en commençant la pratique de ce sport au sein du Palmerston North High School Old Boys' Rugby Football Club vers l'âge de quatre ou cinq ans. Le plus vieux, George est international néo-zélandais et joue au poste de troisième ligne aile, Adam joue aux postes de centre ou d'ailier et le plus jeune de la fratrie, Luke joue troisième ligne centre et a également représenté la Nouvelle-Zélande au niveau international,,. Tous les quatre, ils évoluent pour la province de Canterbury et pour la franchise des Crusaders durant leur carrière. Mais aussi, leurs cousins Ben Funnell, évoluant au poste de talonneur, et Hamish Dalzell (en), deuxième ligne, jouent dans ces deux équipes notamment.
Élevé dans la ferme familiale, Sam Whitelock fréquente tout d'abord la Opiki Primary School, puis la Palmerston North Intermediate Normal School à partir de 2000. De 2002 à 2006, il est scolarisé dans la Feilding High School (en) durant sa jeunesse, tout comme ses trois frères et évolue pour l'équipe de rugby à XV de l'établissement, dont il est notamment le capitaine. Là-bas, il côtoie notamment deux futurs internationaux All Blacks : Aaron Smith et Codie Taylor. Par la suite, il étudie au sein de l'université Lincoln (en), basée à Christchurch, où il rencontre sa future femme, Hannah Lawton,. Dans cette université, il obtient un Bachelor of Science en agriculture,. De plus, il est élu sportif de l'année de l'établissement en 2008 et en 2011 (Lincoln University's sportsperson of the year),. En 2010, il reçoit la récompense du Lincoln University Blue in Rugby récompensant le joueur de rugby de l'année.
En parallèle au rugby à XV, il pratique le cricket, mais il joue également au basket-ball. En 2006, il est notamment convoqué pour un camp d'entraînement de l'équipe de basket-ball de Nouvelle-Zélande des moins de 18 ans,. Vers ses dix-sept ou dix-huit ans, il a l'occasion de partir aux États-Unis afin de jouer à ce sport. Cependant, il fait le choix de rejoindre l'Australie pendant six mois, il joue au basket-ball là-bas mais se rend compte qu'il a plus d'avenir dans le rugby à XV et abandonne ce premier pour se consacrer pleinement au second par la suite.
Au niveau du rugby à XV, il représente la sélection scolaire de Nouvelle-Zélande en 2006,, mais aussi les moins de 19 ans, puis les moins de 20 ans. Avec les moins de 19 ans, il remporte le Championnat du monde de cette catégorie en 2007,. Puis, avec les moins de 20 ans, il dispute le premier Championnat du monde junior, en 2008, et le remporte, disputant cinq rencontres dont quatre en tant que titulaire tout en inscrivant un essai durant la compétition.

### Carrière professionnelle

#### Début de carrière à succès avec Canterbury (2008-2009)

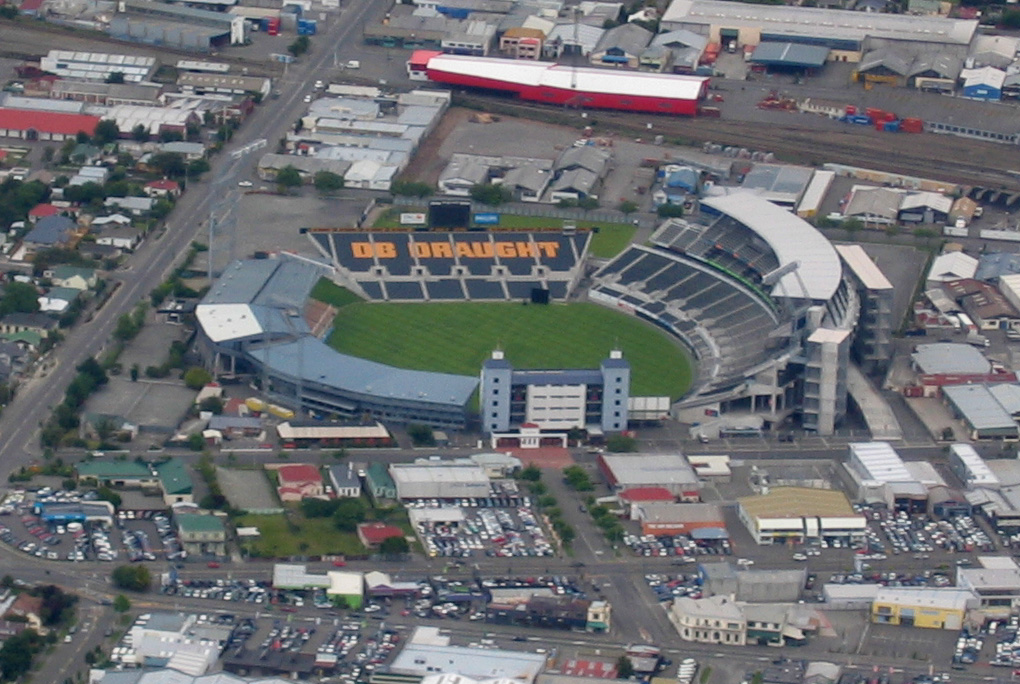
Vue de l'AMI Stadium de Christchurch, lieu des matchs à domicile de Canterbury et des Crusaders jusqu'en février 2011.

En amont de la saison 2008 de National Provincial Championship (Championnat des provinces néo-zélandaises surnommé NPC), alors que Samuel Whitelock ne fait initialement pas partie du groupe de joueurs retenus par la province de Canterbury pour la saison, il fait tout de même ses débuts avec eux en juillet lors d'une rencontre amicale de pré-saison face à Wellington où il est titularisé à son poste de deuxième ligne à l'âge de dix-neuf ans. Le mois suivant, pour la première journée de NPC, il fait ses débuts professionnels, en étant de nouveau titularisé, face à Manawatu. Lors de ces deux rencontres, ses seules de la saison avec Canterbury, il évolue aux côtés de ses deux frères George et Adam sur le terrain,. À l'issue de la saison, Canterbury remporte la compétition face à Wellington, constituant le premier trophée senior de sa carrière bien qu'il ne dispute pas la finale.
L'année suivante, pour la saison 2009 de NPC, il s'impose comme un élément important de l'équipe à son poste. Lors de la cinquième journée, il est remplaçant et participe au succès des siens sur la pelouse de Wellington, un succès qui permet à Canterbury de s'adjuger son premier Ranfurly Shield depuis 2007. Fin septembre, il inscrit son premier essai lors d'une victoire 31 à 21 de son équipe face à Northland. Quelques semaines plus tard, il perd le Ranfurly Shield avec ses coéquipiers à l'occasion de la treizième journée face à Southland qui s'impose sur la pelouse de Canterbury. Par la suite, son équipe se qualifie pour la phase finale, lors de la demi-finale il inscrit son troisième essai de la saison et les siens se qualifient en finale après leur victoire face à Hawke's Bay. Titulaire lors de la finale, Canterbury s'impose 28 à 20 contre Wellington, il remporte le deuxième NPC de sa carrière,. Au total durant la saison, il dispute quatorze rencontres, tout en inscrivant trois essais, seul Sean Maitland joue plus de rencontres que lui lors de cet exercice, preuve de sa progression et de son importance dans l'effectif de la province.

#### Découverte du haut niveau avec les Crusaders et champion du monde avec lesAll Blacks(2010-2014)

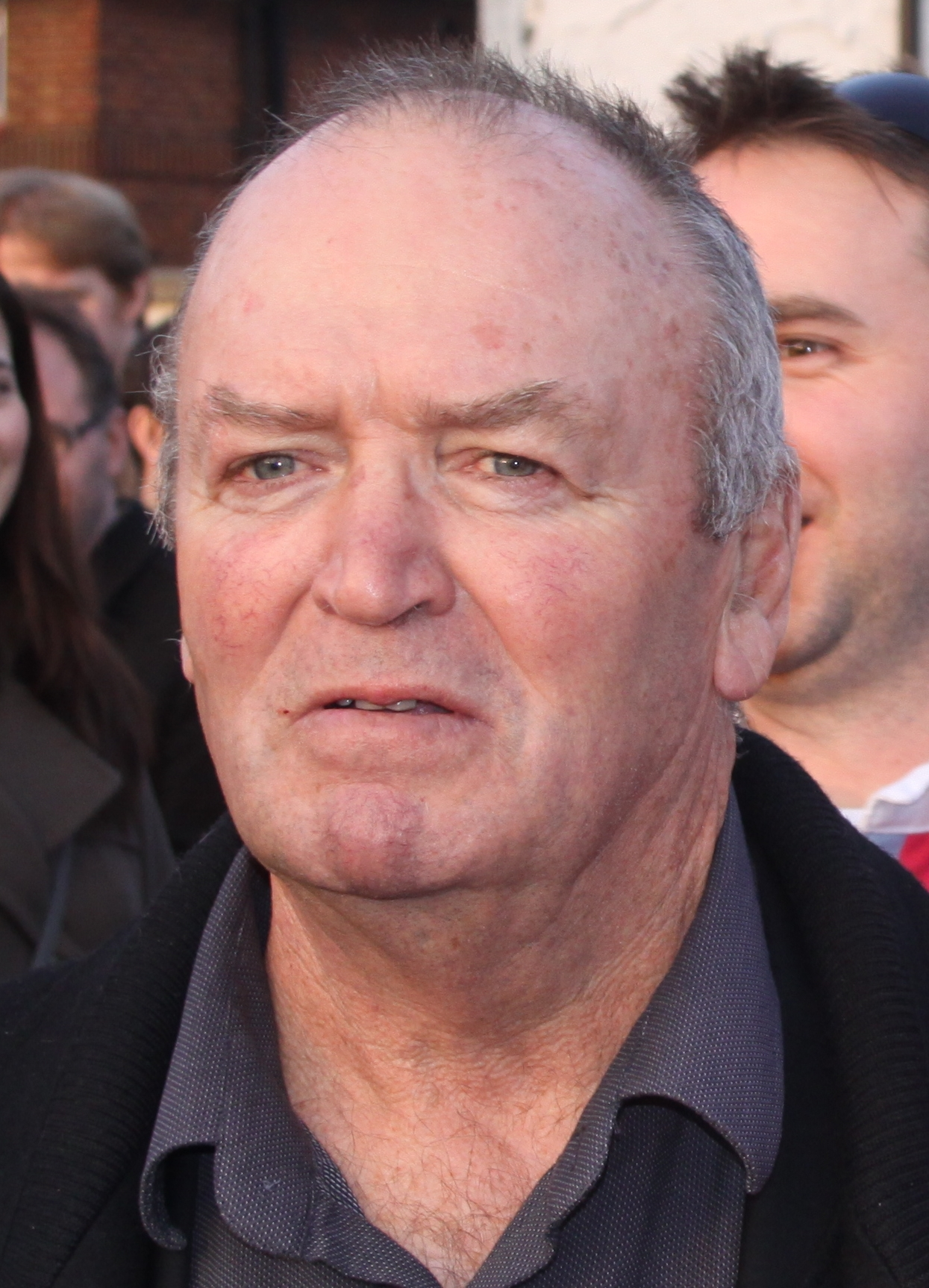
Graham Henry, sélectionneur de la Nouvelle-Zélande lors des débuts de Whitelock en sélection nationale.

En novembre 2009, Sam Whitelock est intégré à l'effectif de la franchise des Crusaders, pour la saison 2010 de Super 14. Cependant, il doit composer avec la présence à son poste des deuxièmes lignes Brad Thorn, Isaac Ross et Chris Jack, tous trois internationaux néo-zélandais, et est alors considéré comme le quatrième choix. Néanmoins, dès la première journée, il fait ses débuts avec sa nouvelle équipe dans le Super 14, face aux Highlanders en tant que titulaire, dans un match ponctué par une victoire 32 à 17. Au fil de la saison, il s'impose comme un joueur important de l'effectif et réalise de bonnes performances. Sa saison s'arrête en demi-finale avec sa franchise lorsque celle-ci est éliminée par les Bulls sur le score de 39 à 24, il inscrit notamment son premier essai avec les Crusaders en fin de match alors que l'écart est déjà trop large pour espérer une victoire. Cette saison-là, il dispute treize rencontres dont neuf en tant que titulaire.
À l'issue de la saison, il est convoqué pour la première fois avec les All Blacks par le sélectionneur Graham Henry pour les tests estivaux après des blessures dans l'effectif,. Le 12 juin 2010, il obtient sa première cape avec les All Blacks à l'occasion d'un match contre l'Irlande durant lequel il entre en jeu à la place de Brad Thorn à la quarante-neuvième minute et marque ses deux premiers essais internationaux lors d'une victoire 66 à 28,. Pendant le mois, à la suite des blessures de Tom Donnelly et d'Anthony Boric, il réussit à obtenir du temps de jeu et affronte également le pays de Galles à deux reprises, toujours en tant que remplaçant,,. Après ces matchs, il est de nouveau inclus dans l'effectif néo-zélandais pour disputer le Tri-nations 2010,. Pendant la compétition, il dispute cinq des six rencontres, toujours en qualité de remplaçant, et remporte celle-ci pour la première fois. En parallèle, il joue également trois rencontres avec Canterbury en NPC entre août et octobre, sa province remporte la compétition à l'issue de la saison, constituant le troisième titre en NPC de Sam Whitelock, bien qu'il ne dispute pas la finale.
Sélectionné pour la tournée d'automne en Europe, il connaît sa première titularisation face à l'Angleterre lors d'une victoire 26 à 16 à Twickenham. Pendant cet automne, il dispute deux autres matchs en tant que titulaire sur les trois qu'il joue et inscrit son troisième essai en sélection, une nouvelle fois contre l'Irlande lors d'une large victoire 38 à 18 à Dublin.
Pour la saison 2011 de Super Rugby, il fait de nouveau partie de l'effectif des Crusaders. Cette année-là, ils se qualifient en finale de la compétition contre les Queensland Reds et il est titularisé pour cette rencontre. Lors de ce match, ils s'inclinent néanmoins 18 à 13.

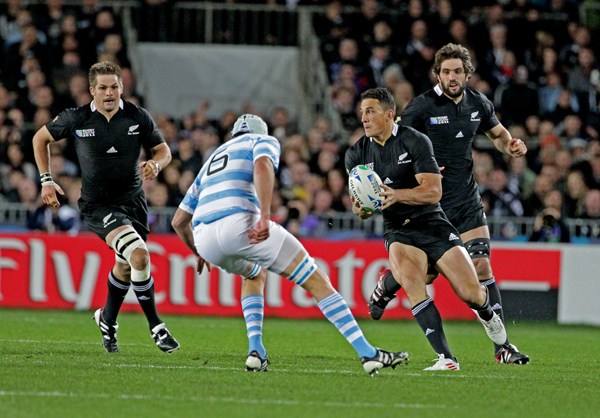
Sam Whitelock (à droite), lors d'un match contre l'Argentine pendant la Coupe du monde 2011.

En juillet 2011, il est sélectionné pour le Tri-nations 2011. Durant la compétition, il s'impose comme un titulaire à son poste, participant à trois matchs dans ce rôle sur quatre. La Nouvelle-Zélande n'arrive cependant pas à garder son titre et termine deuxième derrière l'Australie.
Le 23 août, il fait partie du groupe de joueurs sélectionnés pour la Coupe du monde 2011 en Nouvelle-Zélande. Pendant la compétition, il est titulaire lors de six des sept rencontres que lui et son équipe jouent, notamment lors de la finale où il est associé à Brad Thorn en deuxième ligne,. Lors de cette finale, les All Blacks s'imposent sur le score serré de 8 à 7 face à la France à l'Eden Park d'Auckland, il est alors sacré champion du monde.

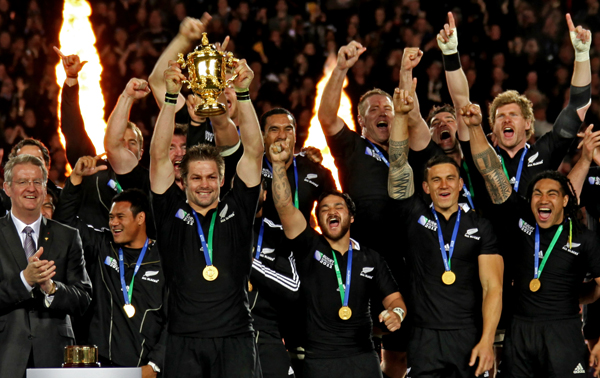
Les All Blacks soulevant la Coupe Webb Ellis après leur victoire en finale de la Coupe du monde 2011.

En amont de la saison 2012 de Super Rugby, il est annoncé que les quatre frères Whitelock font pour la première fois partie de l'effectif des Crusaders avec l'arrivée nouvelle du cadet Luke. Lors de la pré-saison, ils sont alignés pour la première fois d'entrée avec la franchise de Christchurch. Pendant la saison, ils se qualifient jusqu'en demi-finale mais sont éliminés par les Chiefs, futurs vainqueurs, Sam Whitelock dispute les dix-huit rencontres de son équipe, dont seulement trois en tant que remplaçant.
Au mois d'août 2012, il fait partie du groupe néo-zélandais convoqué par le nouveau sélectionneur, Steve Hansen, pour disputer le Rugby Championship,. En octobre suivant, il remporte son deuxième Rugby Championship après le sans-faute de son équipe dans la compétition, disputant cinq rencontres en tant que titulaire sur six et inscrivant son premier essai dans la compétition contre l'Afrique du Sud,.
Lors de la saison 2013 de Super Rugby, avec les Crusaders ils s'inclinent pour la seconde année d'affilée au stade des demi-finales contre les Chiefs sur le score de 20 à 19.
Pendant l'été 2013, il est sélectionné avec les All Blacks pour affronter la France, puis pour disputer le Rugby Championship. Titulaire pour les six rencontres, il remporte son troisième titre dans la compétition début octobre. Lors de ce mois, il signe également un contrat le liant jusqu'en 2017 avec la Fédération néo-zélandaise de rugby à XV. Toujours en octobre, il est sélectionné pour la tournée d'automne en Europe en compagnie de son frère Luke.

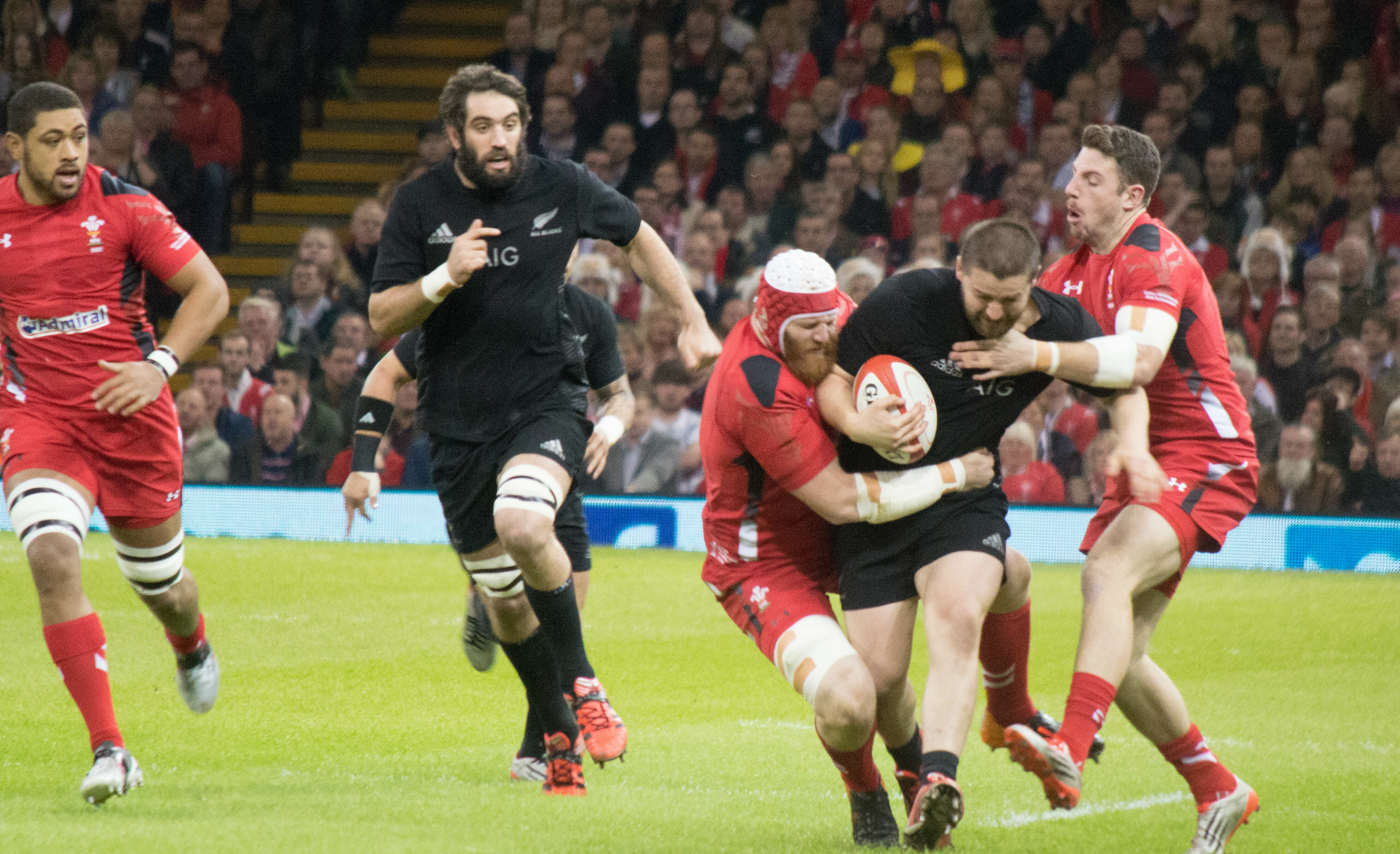
Sam Whitelock (en noir à gauche), lors d'un match contre le pays de Galles pendant la tournée d'automne 2014.

Pendant la saison 2014 de Super Rugby, il est encore un élément important de la franchise de Christchurch en disputant dix-sept des dix-huit rencontres de la saison. Son équipe réussit cette fois-ci à passer le cap des demi-finales mais s'incline cependant en finale contre les Waratahs en toute fin de match sur le score de 33 à 32, à la suite d'une ultime pénalité de Bernard Foley, lors d'un match âprement disputé.
Durant l'été, il participe à la tournée de l'Angleterre en Nouvelle-Zélande et est l'auteur de très bonnes performances avec son coéquipier Brodie Retallick, formant une des meilleures deuxièmes lignes au monde,. Toujours durant l'été, il est également sélectionné pour le Rugby Championship 2014. En août 2014, il est pris dans une polémique avec plusieurs de ses coéquipiers des Crusaders, dont son frère George, après que plusieurs photos d'eux sont partagées sur Internet avec des animaux morts devant eux lors d'une partie de chasse en Afrique du Sud. Il se défend en expliquant que ces animaux ont été tués dans le but d'être mangés par la suite,. Concernant le Rugby Championship, où il dispute cinq rencontres, lors de la dernière journée de la compétition, avec sa sélection nationale ils sont défaits pour la première fois depuis vingt-deux rencontres par l'Afrique du Sud. Cependant, cette défaite n'empêche pas la Nouvelle-Zélande de le remporter, pour la quatrième fois de la carrière de Sam Whitelock.

#### Deuxième titre de champion du monde et premiers titres avec les Crusaders (2015-2018)

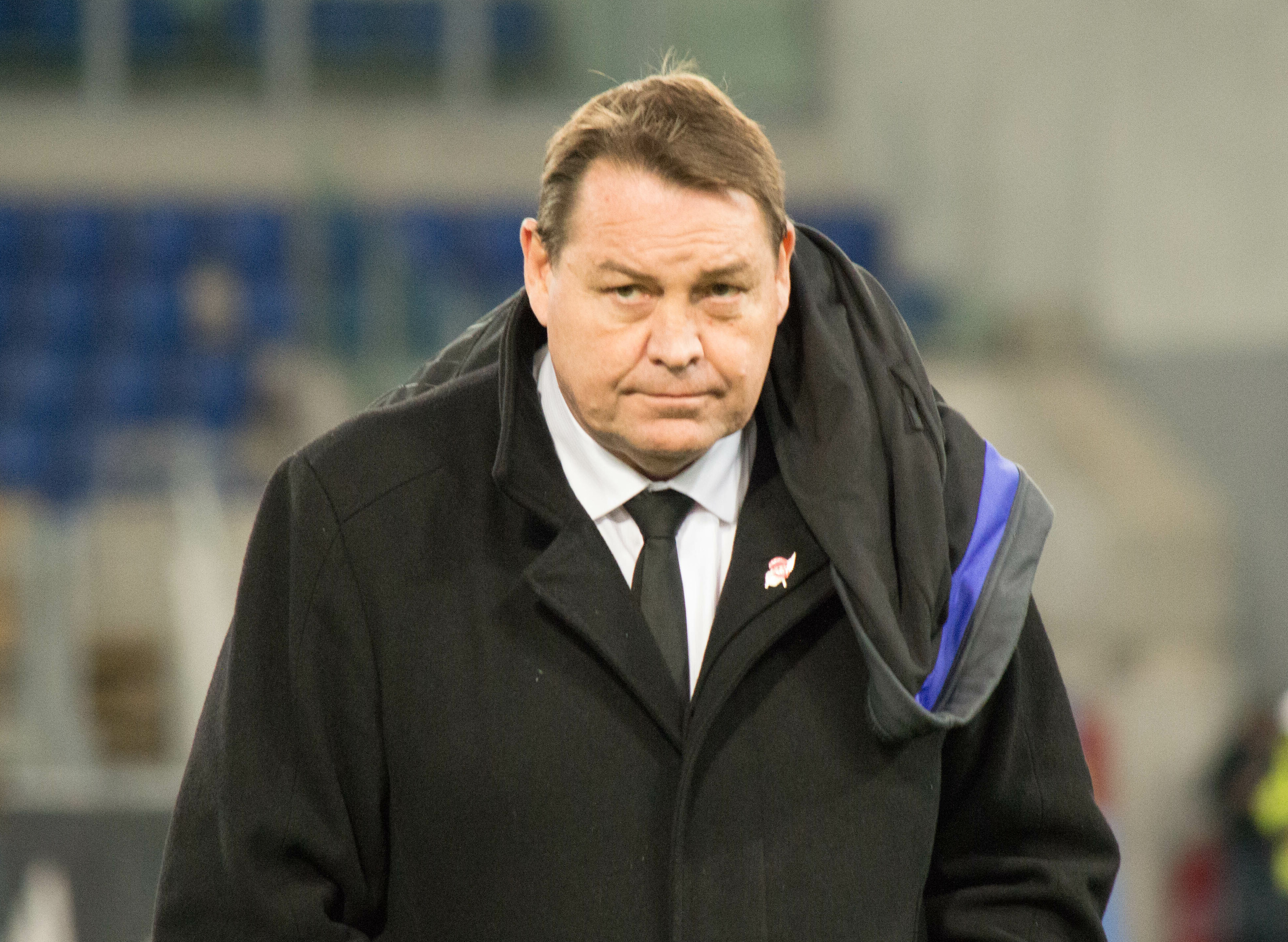
Steve Hansen, sélectionneur vainqueur de la Coupe du monde 2015.

Lors de la saison 2015 de Super Rugby, sa franchise réalise une saison moyenne, elle connaît son pire classement depuis quatorze saisons et ne parvient pas à se qualifier pour les phases finales, une première depuis l'arrivée de Sam Whitelock dans l'effectif. Durant la saison, il se met notamment en évidence face aux Queensland Reds lorsqu'il réalise une course de soixante mètres ballon en main et échappe à cinq plaquages pour aller inscrire un essai impressionnant en solitaire, une action assez rare pour un joueur de son gabarit ; son équipe s'impose largement 58 à 17 ce jour-là,.
En juin suivant, il est sélectionné pour disputer le Rugby Championship 2015, ainsi que pour préparer la Coupe du monde 2015 en Angleterre. Lors du Rugby Championship, la Nouvelle-Zélande est battue par l'Australie et laisse filer le titre pour la première fois depuis 2012 ; Whitelock est préservé pendant cette compétition et ne dispute que deux rencontres en tant que remplaçant. Au mois de septembre, il fait définitivement partie du groupe des trente-et-un joueurs sélectionnés pour le Mondial. Titulaire pendant l'intégralité de la compétition, aux côtés de Brodie Retallick dont leur association est encore très performante, il remporte son deuxième titre de champion du monde à l'issue de la finale gagnée sur le score de 34 à 17 contre les Wallabies qui les avaient battu durant l'été précédent. Tout au long de la compétition, il est l'un des joueurs importants et indispensables des All Blacks, surtout dans sa capacité à être très efficace dans les soutiens offensifs et défensifs.
Pour la saison 2016 de Super Rugby, les Crusaders doivent composer avec le départ à la retraite de leur capitaine emblématique Richie McCaw ainsi que le départ en Europe de Dan Carter. Lors de cet exercice, Sam Whitelock est toujours l'un des hommes de base de la franchise, disputant treize rencontres dont onze en tant que titulaire et étant également capitaine en début de saison,. De plus, les Crusaders retrouvent les phases finales à l'issue de la phase régulière mais sont cependant éliminés assez lourdement dès les quarts de finale par les Lions sur le score de 42 à 25.
Pendant l'été 2016, il est convoqué pour les tests estivaux ainsi que pour le Rugby Championship. Au fil de la compétition, l'équipe néo-zélandaise impressionne et réalise un sans faute avec six victoires en autant de matchs pour s'adjuger le titre,. De plus, elle égalise le record de matchs remportés d'affilée toutes compétitions confondues avec dix-sept succès lors de la dernière journée où l'Afrique du Sud est sévèrement battue 57 à 15 à Durban. Il dispute les six rencontres en étant remplaçant à une reprise et inscrit également un essai, remportant alors son cinquième titre dans cette compétition. Pendant l'automne, il ne participe pas à la victoire contre les Australiens, où le record de victoire d'affilée est battu, à cause d'une blessure à la cheville. Il est tout de même convoqué pour la tournée en Europe. Le 5 novembre 2016, du fait de sa blessure, il manque le match perdu contre l'Irlande, la première défaite de leur histoire contre cet adversaire, à Chicago où leur série de victoires s'arrête donc. Il fait ensuite son retour pour le match retour contre la même équipe, son équipe prend sa revanche et s'impose cette fois-ci 21 à 9 à Dublin. À la fin de cette année, il est nommé pour le titre de New Zealand Player of the Year (joueur néo-zélandais de l'année) en compagnie de Beauden Barrett et de Dane Coles pour les New Zealand Rugby's awards. Cependant, Beauden Barrett reçoit finalement cette distinction.

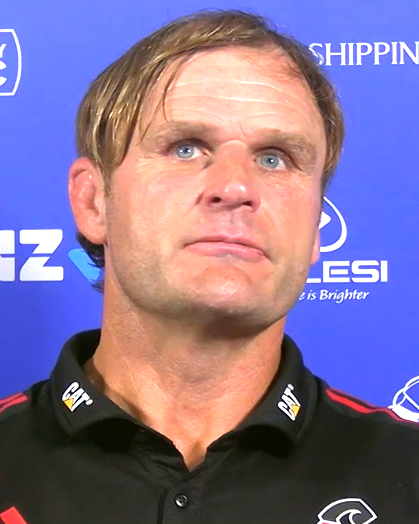
Scott Robertson, entraîneur de Sam Whitelock à Canterbury et chez les Crusaders de 2017 à 2023.

En décembre suivant, il est nommé capitaine des Crusaders, par le nouvel entraîneur Scott Robertson, pour la saison 2017 de Super Rugby à venir, en remplacement de Kieran Read qui souhaite se concentrer sur ce rôle avec les All Blacks,. Pendant la saison, en avril, il signe une prolongation de contrat le liant désormais jusqu'en 2020 avec les Crusaders et la Fédération néo-zélandaise. Entre le mois de juin et la mi-juillet, au cours de la saison de Super Rugby, il affronte les Lions britanniques et irlandais lors de leur tournée en Nouvelle-Zélande, tout d'abord avec sa franchise lors d'un match amical où son équipe s'incline 12 à 3, puis avec la sélection nationale néo-zélandaise. Titulaire lors des trois matchs de la tournée, il termine meilleur plaqueur de sa formation avec vingt-huit plaquages mais les deux équipes ne parviennent pas à se départager avec un bilan d'une victoire, un nul et une défaite,. De retour avec les Crusaders pour la fin de saison du Super Rugby, ils réalisent une phase régulière de très haute qualité en ne concédant seulement qu'une défaite mais terminent deuxièmes du classement derrière les Lions, qui comptent le même nombre de défaites mais des points de bonus en plus, et se qualifient pour les phases finales. Lors des quarts et demi-finales, ils éliminent successivement à domicile les Highlanders, où il affronte notamment son frère Luke qui a rejoint la franchise de Dunedin, puis les Chiefs et rencontrent donc les Lions en finale dans le stade de ces derniers, à l'Ellis Park, grâce à leur première place acquise au classement. Il est titulaire et capitaine lors de ces trois rencontres. Pour la finale, les Crusaders s'imposent 25 à 17, Sam Whitelock remporte donc son premier titre dans la compétition, le premier de la franchise depuis 2008 également,.

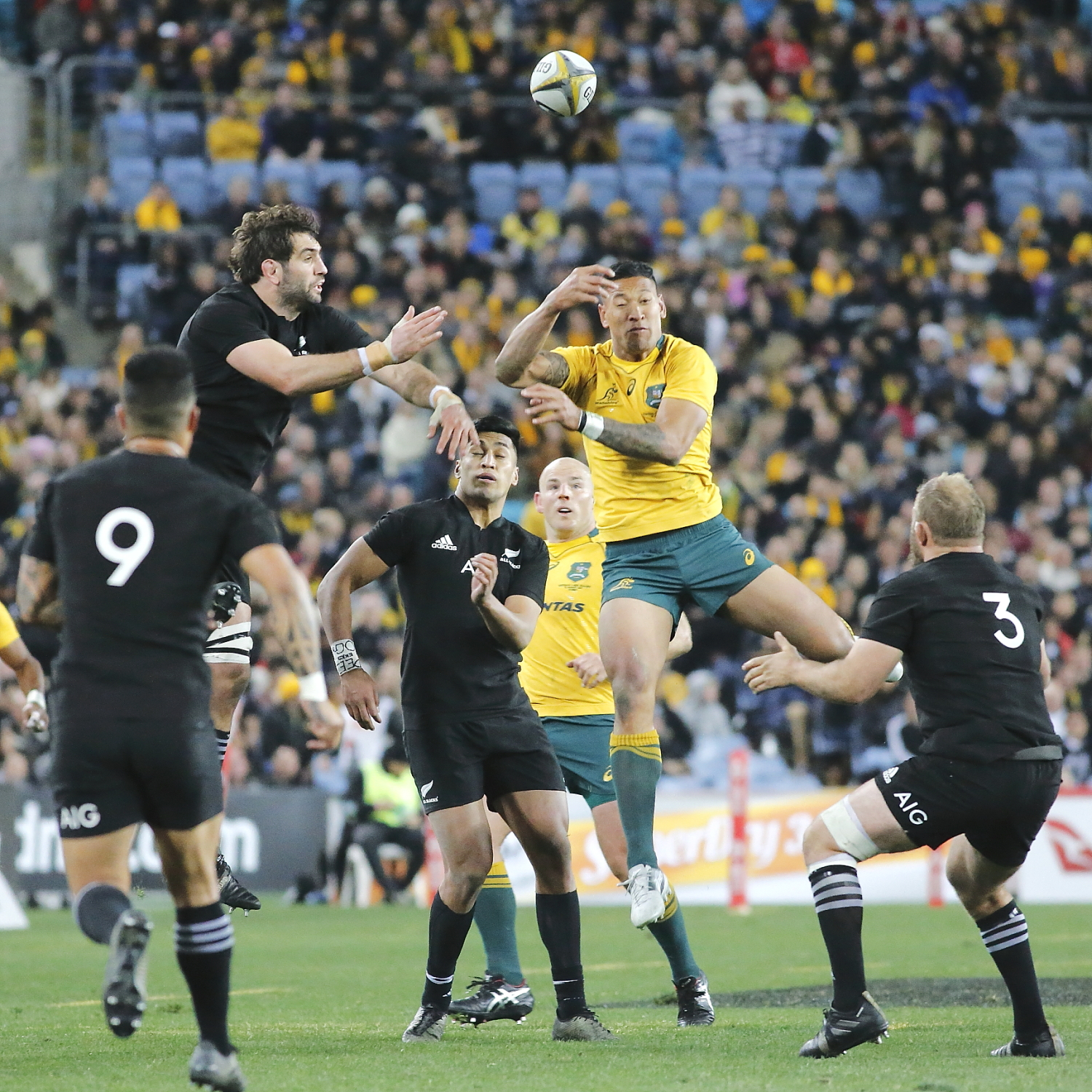
Sam Whitelock (maillot noir en l'air) au duel face à Israel Folau lors du Rugby Championship 2017.

Après la saison de Super Rugby, il dispute le Rugby Championship 2017 avec les All Blacks. Jouant quatre rencontres lors de la compétition, il participe notamment à la plus large défaite de l'histoire de l'Afrique du Sud sur le score de 57 à 0 et remporte une nouvelle fois la compétition,. Peu de temps après, il est de nouveau convoqué pour la tournée d'automne en Europe. Pendant cette tournée, il est nommé capitaine de la Nouvelle-Zélande pour la première fois de sa carrière lors du dernier test contre le pays de Galles,. En décembre 2017, il est élu New Zealand Player of the Year lors des New Zealand Rugby's awards,,, puis il remporte également le prix du Super Rugby Player of the Year (joueur néo-zélandais de l'année de Super Rugby) pendant cette cérémonie,.
Confirmé dans son rôle de capitaine pour la saison 2018 de Super Rugby, il mène sa franchise jusqu'au titre pour la seconde année consécutive après une nouvelle victoire en finale, cette fois-ci à domicile, face aux Lions sur le score de 37 à 18 lors d'une saison très performante de la part des Crusaders. Pendant cette saison, à la suite de la blessure de Kieran Read, il est pressenti pour être le futur capitaine des All Blacks lors de la tournée du XV de France en Nouvelle-Zélande. Son sélectionneur Steve Hansen lui attribue finalement cette fonction.
En août 2018, lors du Rugby Championship, il honore sa centième cape internationale face à l'Australie, devenant le joueur le plus rapide ainsi que le plus jeune à atteindre ce chiffre en seulement huit ans et deux mois et est le huitième All Black, tout en étant le premier joueur de deuxième ligne à réaliser cette performance,,. Ayant participé aux six rencontres de la compétition, il remporte celle-ci pour la septième fois de sa carrière.
Au mois d'octobre suivant, il fait de nouveau partie du groupe néo-zélandais pour les test matchs de fin d'année en Europe. Pendant cet automne, bien qu'il soit nommé dans l'effectif des Crusaders pour la saison prochaine, son statut de capitaine n'est pas confirmé car il envisage de faire une pause pour le début de saison.

#### Troisième place à la Coupe du monde 2019, bref passage au Japon et de nombreux succès avec les Crusaders (2019-2022)

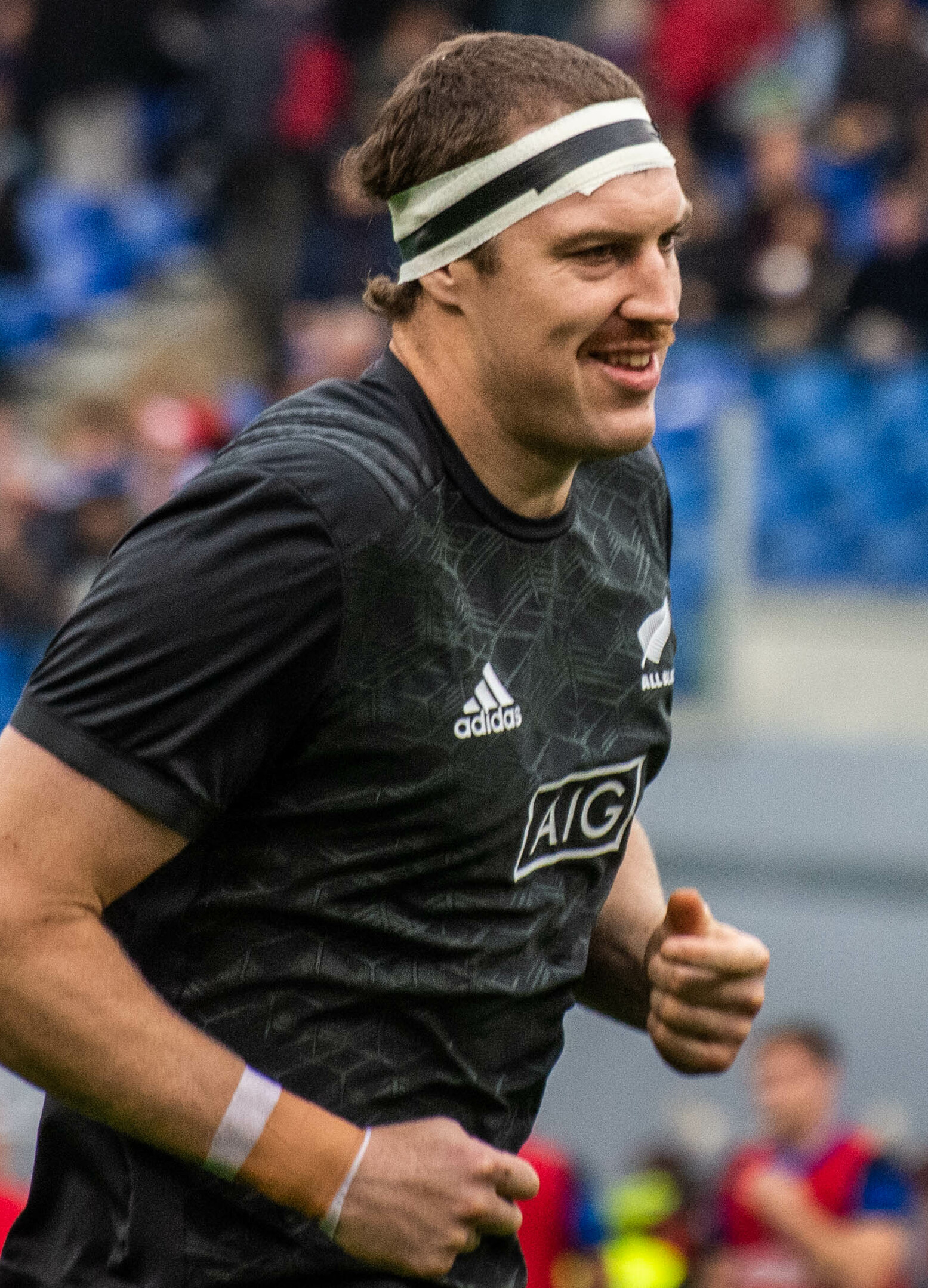
Brodie Retallick, codétenteur du record d'association en deuxième ligne au niveau international avec Whitelock.

Au début de la saison 2019 de Super Rugby, Sam Whitelock manque les cinq premières journées. Il fait son retour pour les journées suivantes, récupérant le rôle de capitaine de l'équipe. Pendant la saison, au mois de mai, alors qu'il est courtisé par des clubs hors Nouvelle-Zélande, il signe un nouveau contrat le liant désormais jusqu'en 2023 avec la Fédération néo-zélandaise ; cependant celle-ci change ses règles et accepte qu'il fasse une pige au Japon pour la saison 2020 de la Top League avec les Panasonic Wild Knights. En fin de saison, son équipe se qualifie pour les phases finales du Super Rugby et remporte par la suite la compétition pour la troisième année d'affilée après leur victoire 19 à 3 face aux Jaguares, c'est donc le troisième titre de Sam Whitelock en tant que capitaine avec sa franchise.
Lors de l'été suivant, il est sélectionné pour le Rugby Championship 2019. Pendant la compétition, il ne prend part qu'aux deux rencontres, contre l'Afrique du Sud (match nul 16 à 16) puis en Australie à l'issue de laquelle ils sont défaits 47 à 26, égalisant l'écart record de la plus large défaite de l'histoire des All Blacks. De ce fait, il ne remporte pas la compétition, comme en 2011 et 2015 lors des années de Coupe du monde. Une semaine après cette défaite, la Nouvelle-Zélande prend sa revanche en s'imposant 36 à 0 contre les Wallabies, permettant de conserver la Bledisloe Cup, il est titulaire lors de cette rencontre.
Toujours durant l'été, à la fin du mois d'août, il est retenu dans le groupe de 31 joueurs sélectionnés pour disputer la Coupe du monde 2019 au Japon, sa troisième. Pendant la compétition, il participe à trois matchs de poule ainsi qu'au quart de finale remporté face à l'Irlande, les Néo-Zélandais sont ensuite éliminés en demi-finale par l'Angleterre sur le score de 19 à 7,. Les All Blacks remportent ensuite la finale pour la troisième place contre le pays de Galles dans un match qu'il ne joue pas.
En janvier 2020, il dispute donc ses premiers matchs avec les Panasonic Wild Knights dans le championnat japonais, en compagnie de son cousin Hamish Dalzell. Cependant, après seulement six journées, dont cinq jouées par Sam Whitelock, la saison est annulée à cause de la pandémie de Covid-19. En mars, il fait donc son retour en Nouvelle-Zélande.
En mai suivant, le nouveau sélectionneur néo-zélandais, Ian Foster, décide de nommer Sam Cane comme nouveau capitaine après la retraite internationale de Kieran Read alors que Sam Whitelock faisait partie des prétendants pour ce rôle, il fait part de sa déception de ne pas avoir été choisi mais indique tout de même apporter son soutien à son nouveau capitaine. Alors qu'il n'est censé retrouver les Crusaders qu'en 2021, à cause de cette pandémie, il fait son retour dans la franchise de Christchurch à partir du mois de juin 2020 pour disputer le Super Rugby Aotearoa, mais n'est plus non plus capitaine : Scott Barrett, puis Codie Taylor en l'absence de ce dernier, occupent désormais ce poste. Pendant la saison de Super Rugby Aotearoa, il dispute notamment son cent-cinquantième match avec les Crusaders face aux Chiefs, devenant le onzième Néo-Zélandais à réussir cette performance dans le Super Rugby, puis il remporte la compétition à la suite d'une ultime victoire 32 à 22 contre les Highlanders. À l'issue de la saison, il est nommé dans l'équipe-type de la compétition.
Au mois d'août, il est sélectionné dans l'effectif de la sélection régionale de l'île du Sud en tant que capitaine pour affronter l'île du Nord début septembre. Son équipe s'impose 38 à 35 lors d'une rencontre spectaculaire.
Également en septembre, il est inclus dans l'effectif de Canterbury pour la saison 2020 de NPC. Il rejoue pour la première fois avec eux depuis 2010 lors des deux premières journées de la saison, notamment à l'occasion de la défaite à domicile contre Taranaki, synonyme de perte du Ranfurly Shield.
En octobre suivant, il est sélectionné pour disputer le Tri-nations 2020 en Australie. Durant la compétition, malgré un bilan de deux défaites, dont la première de leur histoire contre l'Argentine, et deux victoires, les Néo-Zélandais s'adjugent le titre. Sam Whitelock dispute les quatre rencontres en tant que titulaire. Au mois de décembre 2020, il est inclus dans le XV de la décennie lors des prix World Rugby.
Début 2021, le Super Rugby Aotearoa étant de nouveau mis en place, toujours pour des raisons liées à la pandémie de Covid-19, il remporte une nouvelle fois la compétition en battant les Chiefs 24 à 13 en finale, la cinquième victoire consécutive en finale depuis 2017 pour les Crusaders. Par la suite, bien que son équipe termine invaincue dans le Super Rugby Trans-Tasman, celle-ci ne parvient pas à se qualifier pour la finale de la compétition au profit des Blues et des Highlanders, à cause d'une différence de points moins importante pour les Crusaders.

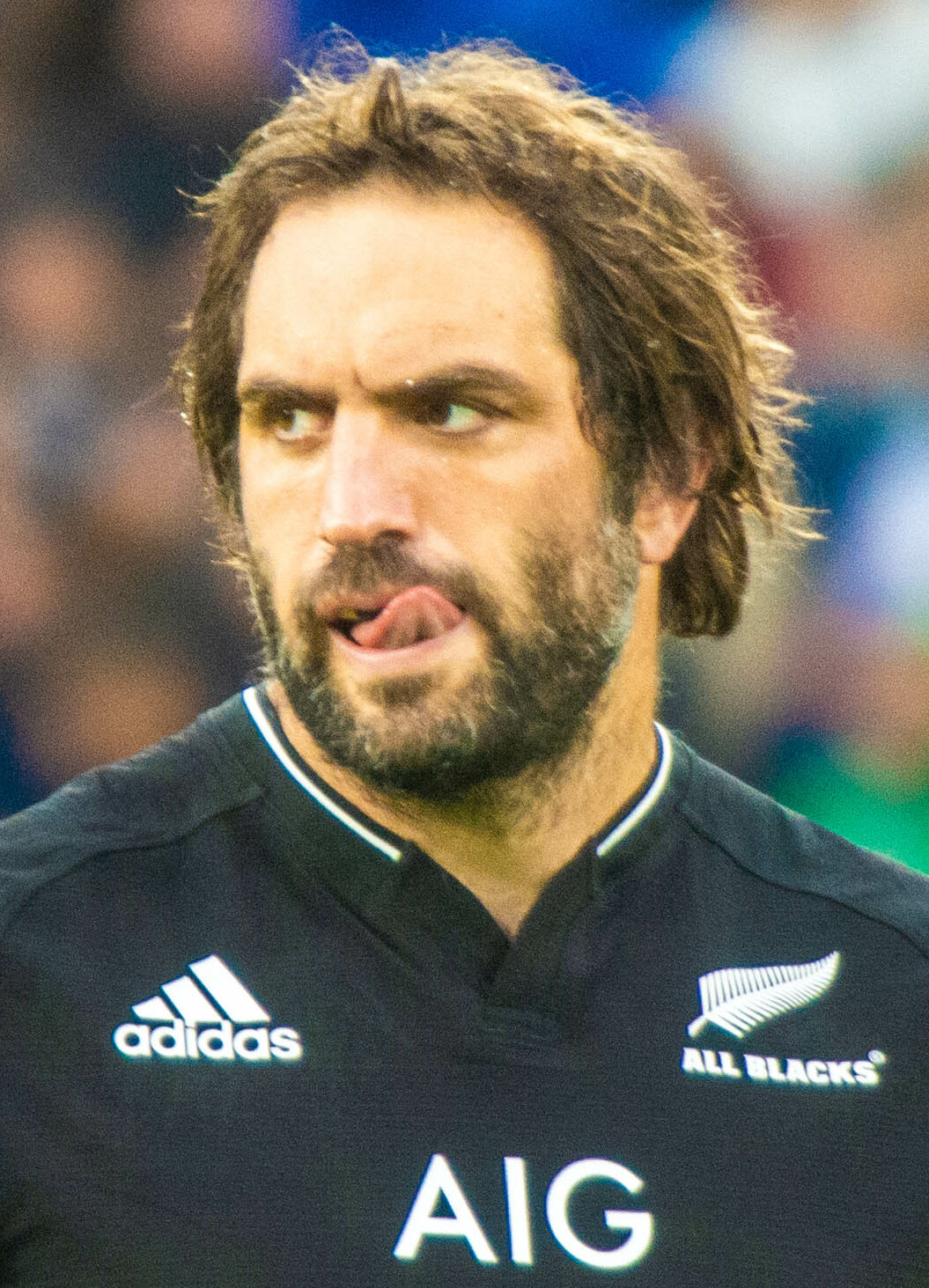
Sam Whitelock sous le maillot des All Blacks en novembre 2021.

En juin suivant, il est nommé dans le groupe néo-zélandais pour la tournée estivale et également pour le Rugby Championship 2021, dont il est le capitaine en l'absence de Sam Cane,. Après quatre test matchs disputés et la première journée de la compétition contre l'Australie, il est laissé libre par le staff néo-zélandais en raison de la naissance de son troisième enfant. Cependant, alors qu'il compte revenir au sein du groupe néo-zélandais, les règles sanitaires liées à la pandémie de Covid-19 compliquent son retour et il ne rejoint finalement pas son équipe nationale pour le reste du Rugby Championship, fait qui frustre Sam Whitelock,. La Nouvelle-Zélande remporte la compétition par la suite. En parallèle, il s'entraîne avec sa province de Canterbury afin de rester en forme dans l'optique de rejoindre à nouveau la sélection néo-zélandaise pour la tournée en Europe et dispute même une rencontre face à Wellington. De retour avec son équipe nationale pour cette tournée, il connaît notamment deux défaites consécutives face à l'Irlande (29 à 20) et la France (40 à 25),, leur première défaite depuis quatorze rencontres contre cet adversaire.
Durant la saison 2022 de Super Rugby, il se casse le doigt et manque plusieurs semaines de compétition. Il fait son retour à partir de la dixième journée face aux Melbourne Rebels puis dispute les cinq journées suivantes ainsi que le quart de finale contre les Queensland Reds. Pour la demi-finale, il est forfait lors de la victoire de son équipe face aux Chiefs. Cependant, il est titulaire et réalise une bonne performance, alors qu'il a le pouce cassé, lors de la victoire en finale des siens contre les Blues sur le score de 21 à 7 à l'Eden Park,. 
Malgré une possible non convocation en raison de sa blessure au pouce, il est tout de même sélectionné lors de l'été 2022 pour défier l'Irlande en tournée en Nouvelle-Zélande, mais subit une commotion lors du premier match remporté et déclare forfait pour la deuxième rencontre perdue, pour la première fois de leur histoire contre l'Irlande à domicile. Il fait son retour pour le troisième match qui est de nouveau perdu, permettant à l'Irlande de remporter sa première tournée sur les terres néo-zélandaises. Lors du mois d'août, étant sélectionné pour le Rugby Championship 2022, il joue les six rencontres en qualité de titulaire et remporte son dixième titre dans la compétition,, malgré la première défaite de l'histoire de son pays à domicile contre l'Argentine.
Pour la tournée d'automne 2022, il est capitaine de la sélection à la suite du forfait de Sam Cane. En novembre, lors d'un test match contre l'Angleterre, avec son coéquipier deuxième ligne Brodie Retallick, ils battent le record d'association à ce poste au niveau international, jusque-là détenu par la paire sud-africaine Bakkies Botha-Victor Matfield, avec soixante-quatre rencontres commencées ensemble. Le même mois, il est élu dans le XV de l'année 2022 de World Rugby.

#### Dernier titre avec les Crusaders, finaliste de la Coupe du monde puis départ en France et retraite (2023-2024)
Pour le lancement de la saison 2023 de Super Rugby, Sam Whitelock manque la première journée à cause d'un choc à la tête reçu à l'entraînement, il dispute ensuite les trois journées suivantes. Cependant, lors de la quatrième journée, il se casse la main contre les Blues et rate les quatre journées ultérieures,. Après son retour lors de la neuvième journée, il subit une nouvelle blessure lors de la journée suivante face aux Chiefs au tendon d'Achille. En mai, il retrouve les terrains pour les deux dernières rencontres de la phase régulière. De plus, il est également annoncé qu'il va rejoindre la Section paloise en France, où évolue déjà son frère Luke et pour une durée de deux ans, à l'issue de la Coupe du monde 2023. Vers la mi-juin, il est convoqué dans un groupe de trente-six joueurs pour disputer le Rugby Championship 2023, ainsi que dans l'optique de la préparation de la Coupe du monde. À cette même période, il manque la demi-finale de Super Rugby face aux Blues à cause de sa blessure au tendon d'Achille. Le 24 juin, malgré cette blessure, il participe à la finale du Super Rugby face aux Chiefs, il remporte cette dernière sur le score de 25 à 20 et est élu homme du match pour son ultime rencontre avec les Crusaders,.

Composition de l'Afrique du Sud et de la Nouvelle-Zélande lors de la finale de la Coupe du monde 2023.

Pendant le Rugby Championship se déroulant le mois suivant, il est préservé par son sélectionneur, Ian Foster, pour les deux premières journées en raison de sa blessure persistante,. De retour pour la troisième journée en tant que remplaçant, la Nouvelle-Zélande s'impose 38 à 7 en Australie et remporte son vingtième titre dans la compétition. De plus, cette rencontre lui permet également de devenir le joueur le plus capé de la compétition, à égalité avec Richie McCaw, avec cinquante-huit rencontres disputées, mais également de l'histoire de la Bledisloe Cup avec trente-cinq matchs, devant McCaw également.
En août suivant, il enchaine deux rencontres en tant que titulaire lors des tests de préparation à la Coupe du monde, dont son trente-sixième match de Bledisloe Cup, compétition qu'il remporte pour la quatorzième fois, ainsi que la plus large défaite de l'histoire de la Nouvelle-Zélande 35 à 7 face à l'Afrique du Sud à Twickenham. Le même mois, il fait également partie de la liste finale des joueurs convoqués pour disputer la compétition planétaire ; il s'apprête alors à disputer son quatrième mondial. Titulaire pour la première journée contre la France, il subit avec ses partenaires la première défaite de l'histoire des All Blacks en phase de poule de la Coupe du monde sur le score de 27 à 13. Il dispute ensuite les trois autres matchs de poule puis est remplaçant lors du quart de finale victorieux face à l'Irlande, où il se montre décisif en obtenant la pénalité de la victoire à la suite d'un grattage après une longue séquence irlandaise dans le camp néo-zélandais,. Pour la demi-finale contre l'Argentine, il fait son retour en tant que titulaire et se qualifie en finale avec ses coéquipiers à la suite de leur victoire 44 à 6. Remplaçant pour la finale, il voit son pays s'incliner d'un point 12 à 11 face aux Sud-Africains. Lors de la compétition, il bat plusieurs records, devenant le joueur le plus capé de l'histoire des All Blacks, dépassant Richie McCaw et ses 148 sélections, avec 153 matchs à son actif à l'issue du mondial ; il devient également le joueur ayant disputé et gagné le plus de rencontres dans l'histoire de la Coupe du monde, avec respectivement vingt-six matchs disputées et vingt-trois victoires, ainsi que le premier joueur à disputer trois finales de cette compétition. À l'issue de cette Coupe du monde, il prend sa retraite internationale.
À la fin novembre 2023, il fait son arrivée dans le Béarn. Il est espéré pour jouer son premier match avec la Section paloise à l'occasion de la dixième journée de Top 14 face à l'ASM Clermont Auvergne, mais subit une commotion lors d'un entraînement pendant la semaine précédant le match et est contraint de déclarer forfait. Finalement, il est aligné en tant que titulaire pour la journée suivante afin d'aller affronter Oyonnax Rugby au stade Charles-Mathon. Il s'intègre rapidement dans sa nouvelle équipe et enchaîne les matchs en tant que titulaire,. Début avril 2024, alors qu'il lui reste un an de contrat, il annonce finalement qu'il veut prendre sa retraite à l'issue de la saison, ne souhaitant « pas faire l'année de trop » et voulant consacrer plus de temps à sa famille. Le mois suivant, il inscrit son premier essai avec la Section paloise contre Oyonnax Rugby, puis subit sa deuxième commotion depuis son arrivée en France lors du match suivant contre le Stade rochelais,. Après une période de repos, il fait son retour pour la dernière journée de la phase régulière contre l'USA Perpignan à domicile, pour son dernier match sous les couleurs paloises. Lors de cette rencontre, il réalise une bonne prestation et inscrit notamment le dernier essai en fin de match pour sceller la victoire des siens sur le score de 36 à 24,.
Quelques jours plus tard, il est annoncé qu'il est sélectionné avec les Barbarians afin de disputer une ultime rencontre contre les Fidji à Twickenham. Pour ce match, il est titularisé et nommé capitaine. Les Barbarians s'imposent 45 à 32 et s'adjugent la Killik Cup pour le dernier match de la carrière de Sam Whitelock.

## Style de jeu
Joueur au gabarit imposant, de 2,03 m pour environ 120 kg, Sam Whitelock est considéré comme l'un des meilleurs joueurs du monde au poste de deuxième ligne,, comme l'indique sa place dans le XV de la décennie 2010-2019 édité par World Rugby. En équipe de Nouvelle-Zélande, il forme avec son coéquipier Brodie Retallick une paire redoutée et compétente, considérée comme l'une des meilleures au monde et qui possède le record du monde d'associations à ce poste,,,. L'un de ses sélectionneurs, Steve Hansen, dit de lui qu'il est « a modern-day Colin Meads » (un Colin Meads des temps modernes), deuxième ligne légendaire des All Blacks.
Besogneux, la capacité de Whitelock à enchaîner les plaquages et à être efficace dans les zones de regroupements défensifs et offensifs, en étant très peu sanctionné, sont des atouts de taille pour les équipes dans lesquelles il joue,,. Lors du quart de finale de la Coupe du monde 2023 contre l'Irlande, il réalise un grattage décisif qui permet à son équipe de récupérer la balle après une longue séquence défensive et de mettre fin à la rencontre afin de se qualifier pour le tour suivant. Le Néo-Zélandais est également très efficace en touche.
Bien qu'ayant un profil plutôt défensif par rapport à son gabarit et son poste, il sait également se mettre en évidence sur le plan offensif comme contre les Queensland Reds lorsqu'il réalise une course de soixante mètres ballon en main et échappe à cinq plaquages pour aller inscrire un essai. De plus, il est également très efficace afin d'assurer la continuité du jeu grâce à une technique au-dessus de la moyenne qui lui permet de réaliser des passes de qualité,.
Indispensable pour ses différentes équipes, il n'hésite pas à jouer des matchs en étant blessé et continue de se montrer performant comme lors des phases finales du Super Rugby en 2022 et 2023 où son équipe des Crusaders remporte la compétition,,.

## Extra-sportif et vie privée
Sam Whitelock se marie avec Hannah Lawton en 2016, ils ont trois enfants ensemble.
Il possède 830 hectares de terres agricoles dans la province de Hawke's Bay, où sont élevés principalement des moutons et des bovins. Durant sa carrière professionnelle de joueur de rugby à XV, ne pouvant s'occuper de cette exploitation agricole, celle-ci est gérée par son oncle et sa tante. Après sa carrière de joueur, il compte s'occuper lui-même de cette exploitation à plein temps,.
En rapport avec l'agriculture, il est ambassadeur de Farmstrong depuis 2016, une initiative visant à aider les agriculteurs,. De ce fait, il intervient auprès des agriculteurs mais également des jeunes pour promouvoir cette initiative.
Après l'arrêt de sa carrière, à l'issue de la saison 2023-2024, son autobiographie « View from the Second Row » est publiée.
Fin décembre 2024, il devient officier de l'ordre du Mérite de Nouvelle-Zélande pour ses services rendus au rugby et à la communauté néo-zélandaise.

## Statistiques

### En franchise et province néo-zélandaises
| Maillot de Canterbury. | Maillot des Crusaders. |

Sam Whitelock dispute un total de 21 matchs de National Provincial Championship avec Canterbury entre 2008 et 2021,. Il dispute également 180 matchs de Super Rugby avec les Crusaders entre 2010 et 2023,.

### En club

#### Japon
Sam Whitelock dispute un total de cinq rencontres de championnat du Japon avec les Panasonic Wild Knights en 2020.

#### France
Sam Whitelock compte treize rencontres disputées avec la Section paloise : douze en Top 14, pour deux essais marqués, et une en Challenge Cup.

### En équipe nationale
| Maillot des All Blacks. |

Entre 2010 et 2023, Sam Whitelock compte 153 sélections, dont 127 en tant que titulaire, depuis sa première sélection avec les All Blacks le 12 juin 2010 contre l'Irlande à New Plymouth. Il inscrit 35 points, soit sept essais,.
Sur ces rencontres, cinquante-huit sont disputées dans le cadre du Tri-nations/Rugby Championship, il participe à toutes les éditions de 2010 à 2023,.
Il dispute quatre éditions de la Coupe du monde, en 2011, en 2015, en 2019 et en 2023. Il participe à vingt-six rencontres, inscrivant un essai,.
De plus, il est notamment capitaine de l'équipe à dix-huit reprises.

## Palmarès
Grâce à une carrière sportive professionnelle longue de seize ans, de 2008 à 2024, Sam Whitelock s'est forgé un palmarès conséquent tant au niveau national, international qu'individuel. Ses deux titres de Champion du monde glanés en 2011 et 2015 sont les titres les plus importants de sa carrière.

### En franchise et province
- Vainqueur du National Provincial Championship en 2008, 2009 et 2010 avec Canterbury.
- Vainqueur du Ranfurly Shield en 2009 avec Canterbury.
- Finaliste du Super Rugby en 2011 et 2014 avec les Crusaders.
- Vainqueur du Super Rugby en 2017, 2018, 2019, 2022 et 2023 avec les Crusaders.
- Vainqueur du Super Rugby Aotearoa en 2020 et 2021 avec les Crusaders.

### En équipe nationale
- Vainqueur du Championnat du monde des moins de 19 ans en 2007 avec l'équipe de Nouvelle-Zélande des moins de 19 ans.
- Vainqueur du Championnat du monde junior en 2008 avec l'équipe de Nouvelle-Zélande des moins de 20 ans.
- Vainqueur du Rugby Championship en 2010, 2012, 2013, 2014, 2016, 2017, 2018, 2020, 2021, 2022 et 2023 avec l'équipe de Nouvelle-Zélande.
- Vainqueur de la Bledisloe Cup à quatorze reprises de 2010 à 2023.
- Vainqueur de la Coupe du monde en 2011 et 2015 avec l'équipe de Nouvelle-Zélande.
- Troisième de la Coupe du monde en 2019 avec l'équipe de Nouvelle-Zélande.
- Finaliste de la Coupe du monde en 2023 avec l'équipe de Nouvelle-Zélande.

### Distinctions personnelles
- Joueur néo-zélandais de l'année en 2017.
- Joueur néo-zélandais de la saison 2017 de Super Rugby.
- Membre de l'équipe type du Super Rugby Aotearoa en 2020.
- Membre du XV de la décennie 2010-2020 aux Prix World Rugby.
- Membre du XV masculin de l'année 2022 aux Prix World Rugby.
- Joueur le plus capé de l'histoire du Rugby Championship à égalité avec Richie McCaw (58 rencontres).
- Joueur le plus capé de l'histoire de la Bledisloe Cup (36 rencontres).
- Joueur le plus capé de l'histoire des All Blacks (153 sélections).
- Joueur le plus capé de l'histoire de la Coupe du monde (26 rencontres).
- Joueur possédant le plus de victoires de l'histoire de la Coupe du monde (23 victoires).
- Joueur ayant disputé le plus de finale de la Coupe du monde (3 finales).